# Ectropothecium anotis
Ectropothecium anotis là một loài Rêu trong họ Hypnaceae. Loài này được (Müll. Hal.) Broth. ex Paris mô tả khoa học đầu tiên năm 1909.